# Ceraclea fulva
Ceraclea fulva – gatunek owada z rzędu chruścików i rodziny Leptoceridae. Larwy prowadzą wodny tryb życia.
Gatunek europejsko-zachodniosyberyjski, nie występuje w południowej Europie, Islandii, larwy spotykane w jeziorach, roślinności rzek i estuariach (Botosaneanu i Malicky 1978). Limnefil.
Jaskowska (1961) informuje o występowaniu w rzekach, starorzeczach i jeziorach Wielkopolski, jednakże oznaczenia nie są pewne.
Występuje w jeziorach i zatokach morskich Finlandii. W jeziorach Karelii larwy łowiono na dnie piaszczystym wśród izoetydów. Imagines spotykano nad jeziorami Estonii, Łotwy, Litwy oraz jez. Ładoga. Obecność wykazana także w jeziorach Niemiec, w Irlandii, imagines łowione nad jeziorami w Holandii, nad jeziorem Balaton, we Włoszech w jeziorach przepływowych na gąbkach, w jez. Chiusi wśród rdestnic oraz w jez. Trasimeno. Występuje w jeziorach Kaukazu oraz pospolicie w zbiornikach Doliny Wołgi.